# Distrito Escolar Unificado de Berkeley

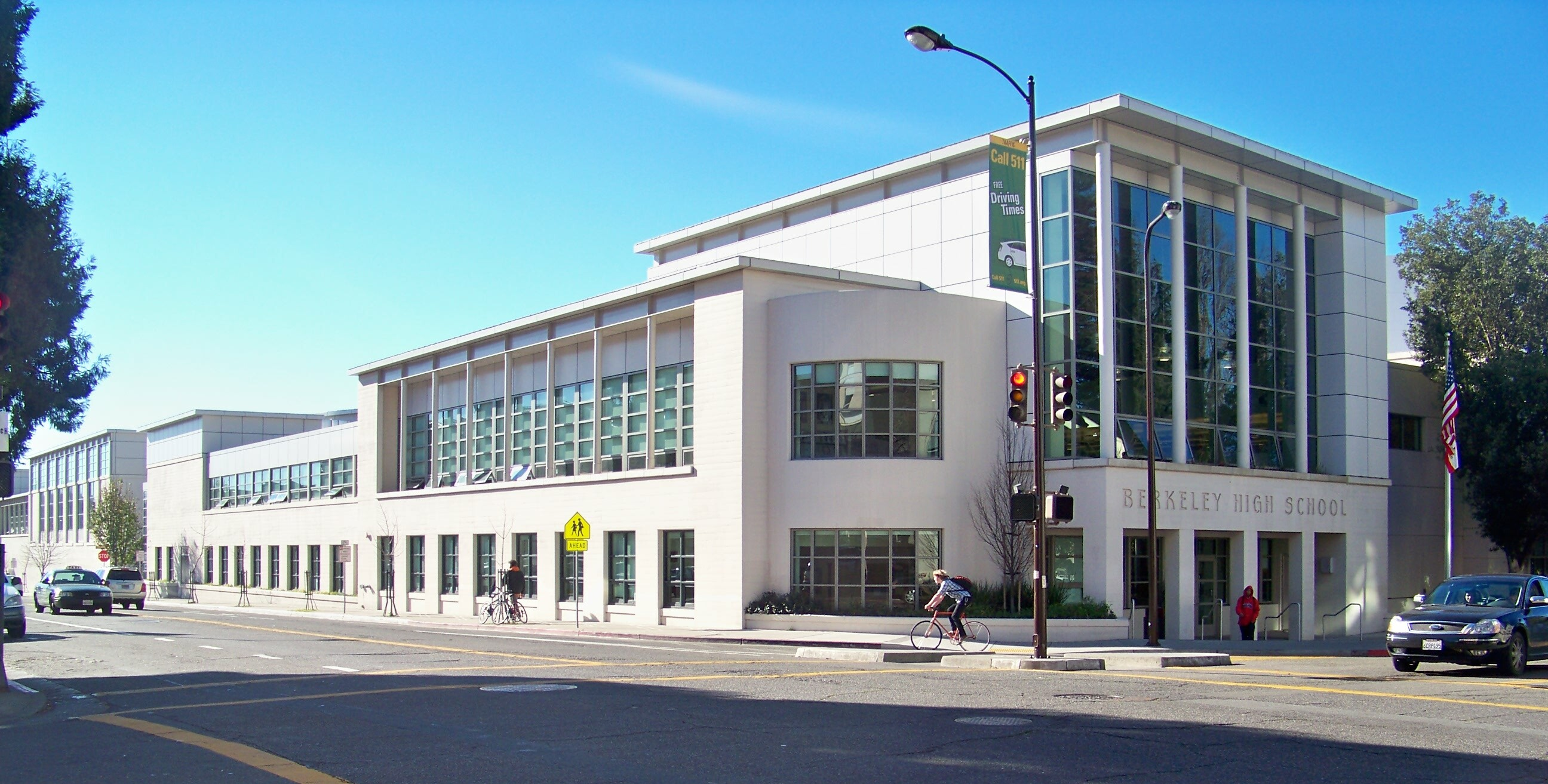
Escuela Preparatoria Berkeley

El Distrito Escolar Unificado de Berkeley (Berkeley Unified School District) es un distrito escolar del Condado de Alameda, California. Tiene su sede en Berkeley.
A partir de 2015, tiene 9.410 estudiantes, incluyendo 4.040 estudiantes de primaria, 1.940 estudiantes de escuela media, y 3.430 estudiantes de preparatoria. Gestiona tres escuelas preescolares, 11 escuelas primarias, 3 escuelas medias, la Escuela Preparatoria de Berkeley (una escuela preparatoria completa), una "continuation high school," y una escuela para adultos.